# Liste der gefallenen Adeligen auf Habsburger Seite in der Schlacht bei Sempach/Y

## Y
| Geschlecht     | Vorname(n) | Einheitsname         | Stammsitz | abweichende Schreibweisen | Quelle(n)                                                      | Anmerkungen                      | Wappen |
| -------------- | ---------- | -------------------- | --------- | ------------------------- | -------------------------------------------------------------- | -------------------------------- | ------ |
| Yffran?        | unbekannt  | unbekannt von Yffran | Etsch     |                           | Conrad Schnitt: Wappenbuch der Baslerischen Geschlechter, 1530 | "uss der Etsch"; einzige Nennung |        |
| Ymmer; Yrmense |            | siehe: Irmensee      |           |                           |                                                                |                                  |        |